# Уокер, Реджи
Реджинальд Эдгар «Реджи» Уокер (англ. Reginald Edgar "Reggie" Walker; 16 марта 1889, Дурбан — 5 ноября 1951, Дурбан) — южноафриканский легкоатлет, чемпион летних Олимпийских игр 1908 года на дистанции 100 метров. Единственный в истории олимпийский чемпион на 100-метровке от ЮАР.
На Играх 1908 года в Лондоне Уокер участвовал только в беге на 100 м. Он выиграл все предварительные раунды и повторил олимпийский рекорд в финале. Также, он стал самым молодым олимпийским чемпионом на этой дистанции (19 лет и 128 дней).
В 1910 году стал профессионалом и не смог принять участие в летних Играх 1912 году. Воевал в пехоте на фронтах Первой мировой войны, был ранен.